# Schottke Mexiko
Schottke Mexiko foi uma dupla de rock eletrônico alemã de Munique, consistia por Tom Gamlich (Düsseldorf, 1967) e Jochen Schücke (30 de setembro de 1966), conhecida pelo seu Single "Liquor", que alcançou o número 7 do DJ -Charts brasileiros.

## Discografia
- 1997 "Liquor" (12"-Single)
- 2003 "Elektro Cat" (álbum CD, thundermountain studios) com Tara Chesnokowa